# Yurécuaro
Yurécuaro è una municipalità dello stato di Michoacán, nel Messico centrale, il cui capoluogo è la città omonima.
La municipalità conta 29 995 abitanti (2010) e ha un'estensione di 174,91 km².
Il significato del nome della località in lingua purepecha è luogo vicino al fiume.